# 易鸞
易鸞（1492年—？），字鳴和，江西袁州府分宜县人。明朝政治人物。

## 生平
易鸞年幼聪颖，五岁就能作诗，正德十五年（1520年）興建黃子澄忠臣祠時曾提出用自己土地立祠助修。嘉靖元年（1522年），他中壬午科江西乡试举人，次年（1523年）联捷癸未科進士，獲授和州知州，就任後調较权量民画，有「易公称斗」之号。升任刑部郎中，不久去世。

## 家族
曾祖易庆。祖父易震。父易居仁。母黄氏。具庆下。子易弘器，中嘉靖二十五年丙午乡试解元，家居澹泊，博學善文，未仕而卒。